# Landwirtschaftsschule
Eine Landwirtschaftsschule ist eine berufsbildende Schule für landwirtschaftliche Berufe.

## Deutschland

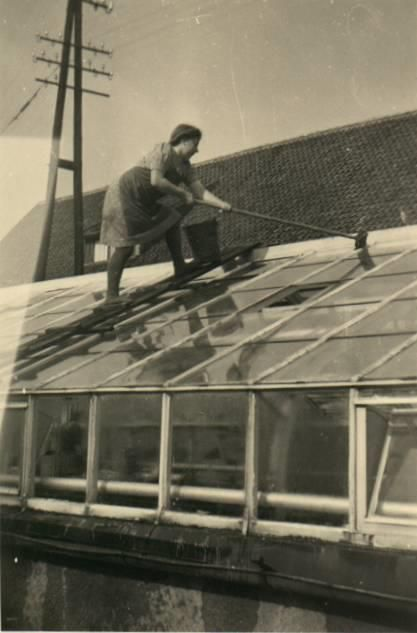
Gewächshausreinigung bei der Reifensteiner Schule Obernkirchen 1960

Auf der Basis der Arbeiten von Albrecht Daniel Thaer und seiner Gründung der Landwirtschaftlichen Akademie Möglin entstanden in Deutschland ab Mitte des 19. Jahrhunderts zahlreiche landwirtschaftliche Schulen als Winterschulen. Die theoretische Ausbildung in zwei Semestern zur Winterzeit und späteren Fortbildungskursen wurden zum Erfolgsmodell in den meisten ländlichen Landkreisen Deutschlands und gute Basis der Prüfung zum Landwirtschaftsmeister.
Die zunächst nur für Männer vorgesehene Ausbildung wurde in der zweiten Hälfte des 19. Jahrhunderts zunehmend geöffnet. Die bäuerliche und ländliche Frauenbildung (bzw. deren Mängel) galt im Kaiserreich schon länger als Problemfeld und war ein wichtiges Thema der bürgerlichen Frauenbewegung. Bereits in den 1870er Jahren hatten einige Frauenvereine Haushaltungsanstalten eingerichtet, die Kurse fanden ebenso oftmals in der Winterzeit statt. Die Reifensteiner Schulen (1896–1990) boten ab 1900 zunehmend auch landwirtschaftliche Ausbildungsangebote für Frauen der gehobenen Stände an.
Der in den 1950er Jahren einsetzende Strukturwandel der Landwirtschaft führte zur Schließung der meisten Schulen, wie beispielsweise der Landwirtschaftsschule Eppingen und der Ackerbauschule Hohenheim. Die Albrecht Thaer Schule in Celle ist eine aktuelle Landwirtschaftsschule.
Höhere Landbauschulen in Deutschland:
- Höhere Landbauschule Almesbach (Weiden in der Oberpfalz)
- Höhere Landbauschule Bad Segeberg
- Höhere Landbauschule Bayreuth
- Höhere Landbauschule Herford
- Höhere Landbauschule Nürtingen
- Höhere Landbauschule Rotthalmünster (Niederbayern) oder
- Höhere Landbauschule Triesdorf (Mittelfranken),
- Höhere Landbauschule Viersen
- Höhere Landbauschule Weiden-Almesbach (Oberpfalz)

## Litauen
In Litauen gilt die Landwirtschaftsschule (lit. Žemės ūkio mokykla) als Berufsschule. Es bestehen folgende Schulen:
- Landwirtschaftsschule Bukiškės (Rajongemeinde Vilnius)
- Landwirtschaftsschule Žeimelis (Rajongemeinde Pakruojis)
- Landwirtschaftsschule Aukštadvaris (Rajongemeinde Trakai)
- Landwirtschaftsschule Šilutė
- Landwirtschaftsschule Vilkija (Rajongemeinde Kaunas)
- Landwirtschaftsschule Rokiškis
- Landwirtschaftsschule Zarasai
- Landwirtschaftsschule Kaišiadorys
- Landwirtschaftsschule Vilnius
- Landwirtschaftsschule Dieveniškės (Rajongemeinde Šalčininkai)
- Landwirtschaftsschule Simnas (Rajongemeinde Alytus)
- Ignas-Karpis-Schule für Landwirtschaft und Dienstleistungen, Joniškėlis (Rajongemeinde Pasvalys)

## Österreich
In Österreich stehen als Landwirtschaftsschule zum Angebot:
- Höhere land- und forstwirtschaftliche Schulen (HLFS) und Lehr- und Forschungszentren (LFZ), die zur Matura führen
- Land- und forstwirtschaftliche Schulen (LFS) als berufsbildende mittlere Schule
- Berufsschulen für Landwirtschaft

Die dem Landwirtschaftsministerium unterstellten Schulen werden als Land- und forstwirtschaftliche Lehranstalten (LFLA) zusammengefasst.
Während die Landwirtschaftsschulen in den Nachkriegsjahren stetig abnehmende Schülerzahlen aufwiesen, erleben sie in den letzten Jahren wieder zunehmenden Anklang. Das wird im Kontext gesehen, dass das Interesse an neuen Formen der Landwirtschaft gestiegen ist (Österreich ist weltweit führend im ökologischer Landwirtschaft und Biolandbau), was eine neue und auch im Kontext Naturschutz und Nachhaltigkeit gesellschaftlich angesehenere Berufsperspektive darstellt, in der Tendenz zu insgesamt hochqualifizierteren Arbeitskräften im Sektor, der sich in den letzten Jahren abzeichnet (es gibt heute keine ungelernten Bauern mehr), wie auch in der engeren Verknüpfung von Landwirtschaft und Tourismus (Agrotourismus, Wellnesssektor, Naturtourismus, Sanfter Tourismus), und nicht zuletzt durch die Veränderung der Agrarstruktur Österreichs nach dem EU-Beitritt, der neben Förderungen auch neue Märkte im Qualitätssektor aufgetan hat – was alles eine bessere Ausbildung erforderlich macht, aber auch das Berufsfeld attraktiver.
|                                                     | Österr. | Bgld | Ktn  | NÖ   | OÖ   | Sbg  | Stmk | Tir  | Vlbg | Wien |
| Schulen Schuljahr 2009/10                           |         |      |      |      |      |      |      |      |      |      |
| Berufsschulen für Landwirtschaft                    | 9       | −    | 1    | 2    | 2    | 1    | 2    | 1    | −    | −    |
| Landwirtschaftliche mittlere Schulen                | 95      | 3    | 10   | 18   | 18   | 7    | 32   | 6    | 1    | −    |
| Höhere landwirtschaftliche Lehranstalten            | 11      | −    | 1    | 3    | 2    | 1    | 2    | 1    | −    | 1    |
| Klassen Schuljahr 2009/10                           |         |      |      |      |      |      |      |      |      |      |
| Berufsschulen für Landwirtschaft                    | 48      | −    | 3    | 18   | 8    | 3    | 10   | 6    | −    | −    |
| Landwirtschaftliche mittlere Schulen                | 530     | 15   | 53   | 126  | 114  | 36   | 115  | 57   | 14   | −    |
| Höhere landwirtschaftliche Lehranstalten            | 117     | −    | 14   | 34   | 21   | 12   | 18   | 8    | −    | 10   |
| Schülerinnen und Schüler Schuljahr 2009/10          |         |      |      |      |      |      |      |      |      |      |
| Schülerinnen und Schüler gesamt                     | 17414   | 323  | 1814 | 4417 | 3618 | 1460 | 3544 | 1839 | 403  | 136  |
| Berufsschulen für Landwirtschaft                    | 834     | −    | 35   | 322  | 120  | 68   | 177  | 112  | −    | −    |
| davon männlich                                      | 376     | −    | 17   | 163  | 66   | 27   | 60   | 43   | −    | −    |
| davon weiblich                                      | 458     | −    | 18   | 159  | 54   | 41   | 117  | 69   | −    | −    |
| Landwirtschaftliche mittlere Schulen                | 13143   | 323  | 1326 | 3027 | 2840 | 926  | 2807 | 1491 | 403  | −    |
| davon männlich                                      | 6590    | 147  | 724  | 1553 | 1412 | 561  | 1142 | 795  | 256  | −    |
| davon weiblich                                      | 6553    | 176  | 602  | 1474 | 1428 | 365  | 1665 | 696  | 147  | −    |
| Höhere landwirtschaftliche Lehranstalten            | 3437    | −    | 413  | 1068 | 658  | 366  | 560  | 236  | −    | 136  |
| davon männlich                                      | 1843    | −    | 59   | 749  | 286  | 255  | 339  | 94   | −    | 61   |
| davon weiblich                                      | 1594    | −    | 354  | 319  | 372  | 111  | 221  | 142  | −    | 7    |
| Bestandene Reife- und Diplomprüfungen Jahrgang 2009 |         |      |      |      |      |      |      |      |      |      |
| Land- und forstwirtsch. höhere Schulen insg. (1)    | 621     | −    | 57   | 206  | 86   | 59   | 132  | 48   | −    | 33   |
| Höhere Lehranstalten (Normalform)                   | 529     | −    | 44   | 174  | 86   | 59   | 107  | 26   | −    | 33   |
| Aufbaulehrgänge                                     | 92      | −    | 13   | 32   | −    | −    | 25   | 22   | −    | −    |

Quelle: Statistik Austria
(1) Keine aufschlüsselung nach Landwirtschaft und Forstwirtschaft. Da an höheren forstwirtschaftlichen Lehranstalten mit 2009/10 gesamt 393 Schüler und Schülerinnen gemeldet waren, also knapp 11 % der Schülerzahl der Landwirtschaftsschulen, dürfte das Verhältnis bei den Abschlüssen vergleichbar sein: Es sind etwa 550 diplomierte Landwirtschaftsberufler, und etwa 60 Forstwirte zu vermuten.
- Die Statistik zeigt Frauen und Männer im Landwirtschaftsektor gleich ausgebildet. 35,1 % aller Land- und forstwirtschaftlichen Betriebe standen 2009 unter weiblicher Betriebsführung (zu 2005 +1,5 %), was zeigt, dass die gläserne Decke in diesem Sektor weitgehend durchbrochen ist – das durchschnittliche monatliche Bruttoeinkommen in der Land- und Forstwirtschaft, Fischerei und Fischzucht lag aber 2008 bei 1.435 Euro für Männer, bei 1.046 Euro für Frauen, die enorme Einkommensschere besteht auch hier.[5]
- Im Vergleich zu den Schülern gab Ende 2009 in der Land- und Forstwirtschaft nur 1.257 Lehrlinge, davon 1.054 in Fremdlehre, und 203 in Heimlehre (am eigenen Hof),[6] aber etwa 9.000 Studenten aller Sparten an der Universität für Bodenkultur (Absolventen 2009 über 1.000)[7] – also zahlreiche Quereinsteiger mit höherem Abschluss in den Landwirtschaftssektor im weiteren Sinne

## Rumänien
- Landwirtschaftsschule Woiteg

## Schweiz
Die Schweiz verfügt über 20 Landwirtschaftsschulen
- BWZ Obwalden
- bzb Rheinhof
- Ecole cantonale d’agriculture du Valais, Châteauneuf, Sion
- Ecole d’agriculture de Grange-Verney
- Ecole d’agriculture et de viticulture de Marcelin
- Fondation rurale interjurassienne (Jura bernois)
- Inforama – Bildungs-, Beratungs- und Tagungszentrum, Kanton Bern
- Landwirtschaftliches Institut des Kanton Freiburg
- Landwirtschaftliche Schule Pfäffikon, Kanton Schwyz
- Landwirtschaftliche Schulen Ebenrain
- Landwirtschaftliches Bildungszentrum Wallierhof
- Landwirtschaftszentrum Visp
- Bildungs- und Beratungszentrum Arenenberg in Salenstein, Kanton Thurgau
- Landwirtschaftliches Zentrum Liebegg
- LBBZ Plantahof in Landquart, Kanton Graubünden
- Landwirtschaftsschule am Landwirtschaftlichen Zentrum Kanton St. Gallen (LZSG) in Salez
- LBBZ Schluechthof
- LBBZ Seedorf
- LBBZ Schüpfheim-Willisau, Kanton Luzern
- Strickhof, Kanton Zürich

Außerdem finden Kurse am Amt für Landwirtschaft, Abteilung Beratung und Weiterbildung (LBW) des Kantons Schwyz statt.